# جون لانغ
جون لانغ (بالإنجليزية: John Lang)‏ (9 يونيو 1908 بدمبارتون في المملكة المتحدة - ) هو لاعب كرة قدم بريطاني في مركز الهجوم. لعب مع نادي أبردين ونادي بارنسلي ونادي دمبرتون وKing's Park F.C. ‏.